# Diane O'Grady
Diane O'Grady, född den 23 november 1967 i North Bay, Ontario, är en kanadensisk roddare.
Hon tog OS-brons i scullerfyra i samband med de olympiska roddtävlingarna 1996 i Atlanta.